# Jean Carzou
Jean Carzou (Armeens: Ժան Գառզու), geboren als Karnik Zouloumian (Armeens: Գառնիկ Զուլումեան) (Aleppo, 1 januari 1907 - Périgueux, 12 augustus 2000), was een Frans figuratief kunstenaar van Armeense afkomst. Hij was kunstschilder, illustrator, graveur, cartoonist, decorontwerper en schrijver van kunstboeken. Hij werkte met verschillende technieken op uiteenlopende voorwerpen, die konden variëren van de illustratie van romans van onder meer Hemingway tot de artistieke aankleding en de beschildering van een cruiseschip.

## Biografie
Zouloumian werd geboren in Syrië en studeerde eerst bij de Paters Maristen. Op de Armeense Kaoustian-school in Caïro liet hij uitzonderlijke leerprestaties zien, wat voor de Armeense gemeenschap reden was hem een studiebeurs toe te kennen. Op basis daarvan begon hij in 1924 in Parijs op 17-jarige leeftijd aan een studie kunst en architectuur.
Tijdens zijn artistieke loopbaan werd hij bekend vanwege een figuratieve stijl en het gebruik van uiteenlopende voorwerpen. Zo schilderde hij aquarellen en olieverfschilderijen en op glas, porselein, stoffen en minder gangbare materialen. Eenmaal verzorgde hij het interieurontwerp en de beschildering van een Frans cruiseschip. Ook schilderde hij voor de Comedie Francaise en belangrijke ballet- en operatheaters in Parijs. Hij tekende gravures en lijntekeningen voor boeken van onder meer Hemingway, Camus, Rimbaud en Ionesco, en tekende cartoons over politici. Verder was hij de schrijver van uitgebreide werken over lithografieën en wandkleden.

Tot een van zijn meesterstukken wordt de L'Apocalypse de Saint Jean gerekend, een niet al te letterlijke uitbeelding van de Openbaring van Johannes die hij schilderde in de kapel van Manosque. Het schilderij voltooide hij op een leeftijd van 83 jaar. Deze kapel is een van de oudste kerken van Frankrijk en sinds 1995 een museum over zijn werk en leven.
Zijn werk wordt verder vertoond in een groot aantal musea wereldwijd en was te zien op meer dan honderd exposities. Hij was lid van de Académie des Beaux-Arts en van het Institut de France, en werd onderscheiden in de Nationale Orde van Verdienste van Frankrijk. In 1976 was hij de eerste nog levende kunstenaar van wie kunst werd afgedrukt op een Franse postzegel.
Carzou was getrouwd met Nane (Jeanne Gabrielle Blanc, overleden 1998). Zijn zoon is televisieregisseur Jean-Marie Carzou en hij is de grootvader van journalist Louis Carzou.
- Art Gallery of South Australia: 3054
- Bibliothèque nationale de France: cb12595164w (data)
- CiNii: DA0777225X
- Gemeinsame Normdatei: 132683288
- International Standard Name Identifier: 0000 0001 2148 1948
- Library of Congress Control Number: n82009759
- Bibliotheek van het Japanse parlement: 00464316
- National Gallery of Victoria: 3367
- Nationale Bibliotheek van Tsjechië: xx0237925
- Nationale Bibliotheek van Israël: 987007594897705171
- Nationale en Universitaire bibliotheek Zagreb: 000266085
- Nederlandse Thesaurus van Auteursnamen: 073655090
- Réseau des bibliothèques de Suisse occidentale: 02-A003080918
- RKD-Nederlands Instituut voor Kunstgeschiedenis: 15699
- SNAC: w6dn4ztz
- Système universitaire de documentation: 052458245
- Union List of Artist Names: 500019900
- Virtual International Authority File: 113410357
- WorldCat: E39PBJx8Cwkr7BMk3XTPTqFR8C